# Taco
De taco is een kleine, gevouwen tortilla. De tortilla, gebakken op een dunne bakplaat, wordt gecombineerd met verschillende ingrediënten, zoals vlees-vis-kip, koriander en uitjes. De kleur van de tortilla varieert afhankelijk van het type maïs dat gebruikt wordt; zo kun je witte, gele, blauwe, paarse en zelfs rode tegenkomen. Taco's worden gegeten met de hand, en zijn meestal bereid met een gekruide rode of groene salsa, die wordt aangeboden als deel van de maaltijd. De taco is een typisch Mexicaans gerecht dat uit het vuistje wordt gegeten.